# Éliminatoires du Championnat d'Afrique des nations de football 2018
Navigation
Rwanda 2016 Cameroun 2020
Les qualifications du Championnat d'Afrique des nations s'effectuent par zone. La compétition devait se dérouler initialement au Kenya mais l'organisation lui a été retirée car le pays n'étant pas apte. Ainsi, le Maroc a été élu pays hôte du tournoi après vote avec deux autres candidats : la Guinée Équatoriale et l'Éthiopie. Mais avant qu'on ne retire la compétition au Kenya, le Maroc avait disputé les éliminatoires en éliminant l'Égypte. Cette dernière fut d’abord repêchée mais a décliné. La CAF a organisé un barrage de repêchage dans la confédération régionale du Kenya, la CECAFA, pour désigner le dernier pays qualifié. Il oppose l'Éthiopie au Rwanda, les deux équipes éliminées au troisième et a priori dernier tour.
- Zone Nord - Zone 1 : Deux qualifiés parmi quatre équipes à la suite d'un seul tour.
- Zone Ouest A - Zone 2 : deux qualifiés parmi huit équipes en deux tours ;
- Zone Ouest B - Zone 3 : trois qualifiés parmi sept équipes en deux tours ;
- Zone centrale - Zone 4 : trois qualifiés parmi six équipes en trois tours ;
- Zone Centre-Est - Zone 5 : trois qualifiés parmi neuf équipes en trois tours plus un barrage.
- Zone Sud - Zone 6 : trois qualifiés parmi 17 équipes en trois tours.

## Qualifications

### Zone Nord

#### Premier tour
Les matchs aller du premier tour ont lieu les 12 et 13 août 2017 et les matchs retour le 18 août 2017.  Les vainqueurs se qualifient pour la phase finale.
| Équipe 1 | Résultat | Équipe 2 | Aller | Retour | T.a.b. |
| -------- | -------- | -------- | ----- | ------ | ------ |
| Égypte   | 2 - 4    | Maroc    | 1 - 1 | 1 - 3  | -      |
| Algérie  | 2 - 3    | Libye    | 1 - 2 | 1 - 1  | -      |

### Zone Ouest A

#### Premier tour
Les matchs aller du premier tour ont lieu les 15 et 16 juillet 2017 et les matchs retour les 22 et 23 juillet 2017. Les vainqueurs se qualifient pour le deuxième tour.
| Équipe 1      | Résultat | Équipe 2   | Aller | Retour | T.a.b. |
| ------------- | -------- | ---------- | ----- | ------ | ------ |
| Sierra Leone  | 2 - 4    | Sénégal    | 1 - 1 | 1 - 3  | -      |
| Guinée-Bissau | 1 - 10   | Guinée     | 1 - 3 | 0 - 7  | -      |
| Liberia       | 1 - 2    | Mauritanie | 0 - 2 | 1 - 0  | -      |
| Gambie        | 0 - 4    | Mali       | 0 - 0 | 0 - 4  | -      |

#### Deuxième tour
Les matchs aller du deuxième tour ont lieu les 12 et 15 août 2017 et les matchs retour les 19 et 22 août 2017. Les vainqueurs se qualifient pour la phase finale.
| Équipe 1   | Résultat | Équipe 2 | Aller | Retour | T.a.b. |
| ---------- | -------- | -------- | ----- | ------ | ------ |
| Sénégal    | 3 - 6    | Guinée   | 3 - 1 | 0 - 5  | -      |
| Mauritanie | 3 - 2    | Mali     | 2 - 2 | 1 - 0  | -      |

### Zone Ouest B

#### Premier tour
Le match aller du premier tour a lieu le 16 juillet 2017 et le matchs retour le 23 juillet 2017. Le vainqueur se qualifie pour le deuxième tour.
| Équipe 1 | Résultat | Équipe 2 | Aller | Retour | T.a.b. |
| -------- | -------- | -------- | ----- | ------ | ------ |
| Togo     | 2 - 2    | Bénin    | 1 - 1 | 1 - 1  | 7 - 8  |

#### Deuxième tour
Les matchs aller du deuxième tour ont lieu les 12 et 13 août 2017 et les matchs retour les 19 et 20 août 2017. Les vainqueurs se qualifient pour la phase finale.
| Équipe 1     | Résultat | Équipe 2      | Aller | Retour | T.a.b. |
| ------------ | -------- | ------------- | ----- | ------ | ------ |
| Bénin        | 1 - 2    | Nigeria       | 1 - 0 | 0 - 2  | -      |
| Niger        | 2 - 2E   | Côte d'Ivoire | 2 - 1 | 0 - 1  | -      |
| Burkina Faso | 4 - 3    | Ghana         | 2 - 2 | 2 - 1  | -      |

### Zone centrale

#### Premier tour
Les matchs allers du premier tour ont lieu les 11 et 12 août 2017 et les matchs retour le 19 août 2017. Les vainqueurs se qualifient pour la phase finale.
Le Gabon déclare forfait avant le match aller.
| Équipe 1             | Résultat | Équipe 2 | Aller | Retour | T.a.b. |
| -------------------- | -------- | -------- | ----- | ------ | ------ |
| Guinée équatoriale   | forfait  | Gabon    | -     | -      | -      |
| Congo                | 1E - 1   | RD Congo | 0 - 0 | 1 - 1  | -      |
| Sao Tomé-et-Principe | 0 - 4    | Cameroun | 0 - 2 | 0 - 2  | -      |

### Zone Centre-Est

#### Premier tour
Le match aller du premier tour a lieu le 22 avril 2017 et le match retour le 30 avril 2017. Le vainqueur se qualifie pour le deuxième tour.
| Équipe 1 | Résultat | Équipe 2      | Aller | Retour | T.a.b. |
| -------- | -------- | ------------- | ----- | ------ | ------ |
| Somalie  | 1 - 4    | Soudan du Sud | 1 - 2 | 0 - 2  | -      |

#### Deuxième tour
Les matchs aller du deuxième tour ont lieu les 14,15 et 23 juillet 2017 et les matchs retour les 22, 23 et 29 août 2017. Les vainqueurs se qualifient pour le troisième tour.
| Équipe 1      | Résultat | Équipe 2 | Aller | Retour  | T.a.b. |
| ------------- | -------- | -------- | ----- | ------- | ------ |
| Soudan du Sud | 1 - 5    | Ouganda  | 0 - 0 | 1 - 5   | -      |
| Tanzanie      | 1 - 1E   | Rwanda   | 1 - 1 | 0 - 0   | -      |
| Djibouti      | forfait  | Éthiopie | 1 - 5 | forfait | -      |
| Burundi       | 0 - 1    | Soudan   | 0 - 0 | 0 - 1   | -      |

#### Troisième tour
Les matchs aller du troisième tour ont lieu les 12 et 13 août 2017 et les matchs retour les 18 et 19 août 2017. Les vainqueurs se qualifient pour la phase finale.
| Équipe 1 | Résultat | Équipe 2 | Aller | Retour | T.a.b. |
| -------- | -------- | -------- | ----- | ------ | ------ |
| Ouganda  | 3 - 2    | Rwanda   | 3 - 0 | 0 - 2  | -      |
| Éthiopie | 1 - 2    | Soudan   | 1 - 1 | 0 - 1  | -      |

### Zone Sud

#### Premier tour
Les matchs aller du premier tour ont lieu le 22 avril 2017 et les matchs retour le 29 avril 2017. Les vainqueurs se qualifient pour le deuxième tour.
| Équipe 1   | Résultat | Équipe 2   | Aller | Retour | T.a.b. |
| ---------- | -------- | ---------- | ----- | ------ | ------ |
| Madagascar | 2 - 0    | Malawi     | 1 - 0 | 1 - 0  | -      |
| Maurice    | 3 - 2    | Seychelles | 2 - 1 | 1 - 1  | -      |

#### Deuxième tour
Les matchs aller du deuxième tour ont lieu les 15 et 16 juillet 2017 et les matchs retour les 22 et 23 juillet 2017. Les vainqueurs se qualifient pour le troisième tour.
| Équipe 1   | Résultat | Équipe 2       | Aller | Retour | T.a.b. |
| ---------- | -------- | -------------- | ----- | ------ | ------ |
| Madagascar | 4 - 2    | Mozambique     | 2 - 2 | 2 - 0  | -      |
| Maurice    | 2 - 4    | Angola         | 0 - 1 | 2 - 3  | -      |
| Comores    | 2 - 1    | Lesotho        | 2 - 0 | 0 - 1  | -      |
| Namibie    | 1 - 1    | Zimbabwe       | 1 - 0 | 0 - 1  | 5 - 4  |
| Botswana   | 0 - 3    | Afrique du Sud | 0 - 2 | 0 - 1  | -      |
| Eswatini   | 0 - 7    | Zambie         | 0 - 4 | 0 - 3  | -      |

#### Troisième tour
Les matchs aller du troisième tour ont lieu les 12 et 13 août 2017 et les matchs retour les 19 et 20 août 2017. Les vainqueurs se qualifient pour la phase finale.
| Équipe 1       | Résultat | Équipe 2 | Aller | Retour | T.a.b. |
| -------------- | -------- | -------- | ----- | ------ | ------ |
| Madagascar     | 0 - 1    | Angola   | 0 - 0 | 0 - 1  | -      |
| Comores        | 2 - 3    | Namibie  | 2 - 1 | 0 - 2  | -      |
| Afrique du Sud | 2 - 4    | Zambie   | 2 - 2 | 0 - 2  | -      |

### Match barrage
Le match aller aura lieu le 5 novembre 2017 en Éthiopie. Retour au Rwanda le 12 novembre 2017.
| Équipe 1 | Résultat | Équipe 2 | Aller | Retour |
| -------- | -------- | -------- | ----- | ------ |
| Éthiopie | 2 - 3    | Rwanda   | 2 - 3 | 0-0    |

### Équipes qualifiées
| Zone            | Équipe             |
| --------------- | ------------------ |
| Zone Nord       | Maroc (Pays hôte)  |
| Zone Nord       | Libye              |
| Zone Ouest A    | Guinée             |
| Zone Ouest A    | Mauritanie         |
| Zone Ouest B    | Burkina Faso       |
| Zone Ouest B    | Côte d'Ivoire      |
| Zone Ouest B    | Nigeria            |
| Zone centrale   | Cameroun           |
| Zone centrale   | Congo              |
| Zone centrale   | Guinée équatoriale |
| Zone Centre-Est | Ouganda            |
| Zone Centre-Est | Soudan             |
| Zone Centre-Est | Rwanda             |
| Zone Sud        | Angola             |
| Zone Sud        | Namibie            |
| Zone Sud        | Zambie             |